# Санта-Тереза (Риу-Гранди-ду-Сул)
Санта-Тереза (порт. Santa Tereza)  —  муниципалитет в Бразилии, входит в штат Риу-Гранди-ду-Сул. Составная часть мезорегиона Северо-восток штата Риу-Гранди-ду-Сул. Входит в экономико-статистический  микрорегион Кашиас-ду-Сул. Население составляет 1531 человек на 2006 год. Занимает площадь 72,390 км². Плотность населения — 21,1 чел./км².

## История
Город основан 20 марта 1992 года. 

## Статистика
- Валовой внутренний продукт на 2003 составляет 38.075.687,00 реалов (данные: Бразильский институт географии и статистики).
- Валовой внутренний продукт на душу населения на 2003 составляет 23.216,88 реалов (данные: Бразильский институт географии и статистики).
- Индекс развития человеческого потенциала на 2000 составляет 0,825 (данные: Программа развития ООН).